# 9684 Olieslagers
9684 Olieslagers eller 4113 P-L är en asteroid i huvudbältet som upptäcktes den 24 september 1960 av den nederländsk-amerikanske astronomen Tom Gehrels och det nederländska astronomparet Ingrid van Houten-Groeneveld och Cornelis Johannes van Houten vid Palomarobservatoriet. Den är uppkallad efter belgaren Jan Olieslagers.
Den tillhör asteroidgruppen Nysa.